# Paryż-Nicea 2021
Paryż-Nicea 2021 – 79. edycja wyścigu kolarskiego Paryż-Nicea, która odbyła się w dniach 7-14 marca 2021 na liczącej ponad 1174 km trasie składającej się z 8 etapów i biegnącej z Saint-Cyr-l’École do Levens.  Wyścig kategorii 2.UWT zaliczany był do UCI World Tour 2021.

## Etapy
| Etap | Data   | Start – Meta                          | type                       | Dystans (km) | Suma wzniesień (m) | Zwycięzca etapu     | Lider                 |
| ---- | ------ | ------------------------------------- | -------------------------- | ------------ | ------------------ | ------------------- | --------------------- |
| 1    | 7 mar  | Saint-Cyr-l'École – Saint-Cyr-l'École | pagórkowaty                | 166          | 1525 m             | Sam Bennett         | Sam Bennett           |
| 2    | 8 mar  | Oinville-sur-Montcient – Amilly       | płaski                     | 188          | 1016 m             | Cees Bol            | Michael Matthews      |
| 3    | 9 mar  | Gien – Gien                           | jazda indywidualna na czas | 14,4         | 102 m              | Stefan Bissegger    | Stefan Bissegger      |
| 4    | 10 mar | Chalon-sur-Saône – Chiroubles         | pagórkowaty                | 188          | 3540 m             | Primož Roglič       | Primož Roglič         |
| 5    | 11 mar | Vienne – Bollène                      | płaski                     | 203          | 926 m              | Sam Bennett         | Primož Roglič         |
| 6    | 12 mar | Brignoles – Biot                      | pagórkowaty                | 202,5        | 3181 m             | Primož Roglič       | Primož Roglič         |
| 7    | 13 mar | Le Broc – Valdeblore                  | górski                     | 119,2        | 3127 m             | Primož Roglič       | Primož Roglič         |
| 8    | 14 mar | Plan-du-Var – Levens                  | pagórkowaty                | 93,1         | 2006 m             | Magnus Cort Nielsen | Maximilian Schachmann |

## Uczestnicy

### Drużyny
| WorldTeams (19)- AG2R Citroën Team - Astana-Premier Tech - Bahrain Victorious - Team BikeExchange - Bora-Hansgrohe - Cofidis - Deceuninck-Quick Step - Team DSM - EF Education-Nippo - Groupama-FDJ - Ineos Grenadiers - Intermarché-Wanty-Gobert Matériaux - Israel Start-Up Nation - Jumbo-Visma - Lotto Soudal - Movistar Team - Qhubeka Assos - Trek-Segafredo - UAE Team Emirates ProTeams (4)- Alpecin-Fenix - Arkéa-Samsic - B&B Hotels p/b KTM - Total Direct Énergie |
| |

### Lista startowa
| Bora-Hansgrohe BOH | Bora-Hansgrohe BOH          | Bora-Hansgrohe BOH |
| ------------------ | --------------------------- | ------------------ |
| Nr                 | Kolarz                      | Miejsce            |
| 1                  | Maximilian Schachmann (GER) | 1.                 |
| 2                  | Pascal Ackermann (GER)      | DNF-8              |
| 3                  | Cesare Benedetti (ITA)      | 123.               |
| 4                  | Felix Großschartner (AUT)   | 73.                |
| 5                  | Jordi Meeus (BEL)           | 121.               |
| 6                  | Nils Politt (GER)           | 54.                |
| 7                  | Michael Schwarzmann (GER)   | 119.               |

| Team DSM DSM | Team DSM DSM               | Team DSM DSM |
| ------------ | -------------------------- | ------------ |
| Nr           | Kolarz                     | Miejsce      |
| 11           | Tiesj Benoot (BEL)         | 5.           |
| 12           | Cees Bol (NED)             | 120.         |
| 13           | Nils Eekhoff (NED)         | 99.          |
| 14           | Jai Hindley (AUS)          | 18.          |
| 15           | Søren Kragh Andersen (DEN) | DNS-4        |
| 16           | Casper Pedersen (DEN)      | 92.          |
| 17           | Jasha Sütterlin (GER)      | 124.         |

| EF Education-Nippo EFN | EF Education-Nippo EFN    | EF Education-Nippo EFN |
| ---------------------- | ------------------------- | ---------------------- |
| Nr                     | Kolarz                    | Miejsce                |
| 21                     | Magnus Cort Nielsen (DEN) | 57.                    |
| 22                     | Daniel Arroyave (COL)     | DNF-6                  |
| 23                     | Stefan Bissegger (SUI)    | 77.                    |
| 24                     | Julien El Fares (FRA)     | 35.                    |
| 25                     | Jens Keukeleire (BEL)     | DNF-4                  |
| 26                     | Neilson Powless (USA)     | 25.                    |
| 27                     | Jonas Rutsch (GER)        | 111.                   |

| Jumbo-Visma TJV | Jumbo-Visma TJV              | Jumbo-Visma TJV |
| --------------- | ---------------------------- | --------------- |
| Nr              | Kolarz                       | Miejsce         |
| 31              | Primož Roglič (SLO) (szosa)  | 15.             |
| 32              | George Bennett (NZL) (szosa) | 30.             |
| 33              | Lennard Hofstede (NED)       | DNF-8           |
| 34              | Steven Kruijswijk (NED)      | 29.             |
| 35              | Tony Martin (GER) (ITT)      | DNF-5           |
| 36              | Sam Oomen (NED)              | 41.             |
| 37              | Jos van Emden (NED)          | DNF-8           |

| Ineos Grenadiers IGD | Ineos Grenadiers IGD     | Ineos Grenadiers IGD |
| -------------------- | ------------------------ | -------------------- |
| Nr                   | Kolarz                   | Miejsce              |
| 41                   | Richie Porte (AUS)       | DNF-1                |
| 42                   | Andrey Amador (CRC)      | 94.                  |
| 43                   | Laurens De Plus (BEL)    | 46.                  |
| 44                   | Rohan Dennis (AUS)       | 45.                  |
| 45                   | Tao Geoghegan Hart (GBR) | DNF-4                |
| 46                   | Ben Swift (GBR)          | 49.                  |
| 47                   | Dylan van Baarle (NED)   | 13.                  |

| Qhubeka Assos TQA | Qhubeka Assos TQA             | Qhubeka Assos TQA |
| ----------------- | ----------------------------- | ----------------- |
| Nr                | Kolarz                        | Miejsce           |
| 51                | Sergio Henao (COL)            | 19.               |
| 52                | Sander Armée (BEL)            | 75.               |
| 53                | Fabio Aru (ITA)               | 26.               |
| 54                | Victor Campenaerts (BEL)      | 88.               |
| 55                | Giacomo Nizzolo (ITA) (szosa) | DNS-8             |
| 56                | Matteo Pelucchi (ITA)         | DNF-4             |
| 57                | Max Walscheid (GER)           | DNS-7             |

| Astana-Premier Tech APT | Astana-Premier Tech APT              | Astana-Premier Tech APT |
| ----------------------- | ------------------------------------ | ----------------------- |
| Nr                      | Kolarz                               | Miejsce                 |
| 61                      | Aleksandr Własow (RUS)               | 2.                      |
| 62                      | Samuele Battistella (ITA)            | DNS-4                   |
| 63                      | Omar Fraile (ESP)                    | 50.                     |
| 64                      | Ion Izagirre (ESP)                   | 3.                      |
| 65                      | Aleksiej Łucenko (KAZ) (szosa i ITT) | DNF-8                   |
| 66                      | Luis León Sánchez (ESP) (szosa)      | 17.                     |
| 67                      | Matteo Sobrero (ITA)                 | 42.                     |

| Trek-Segafredo TFS | Trek-Segafredo TFS    | Trek-Segafredo TFS |
| ------------------ | --------------------- | ------------------ |
| Nr                 | Kolarz                | Miejsce            |
| 71                 | Mads Pedersen (DEN)   | 118.               |
| 72                 | Julien Bernard (FRA)  | 28.                |
| 73                 | Kenny Elissonde (FRA) | 36.                |
| 74                 | Alex Kirsch (LUX)     | 104.               |
| 75                 | Jacopo Mosca (ITA)    | 58.                |
| 76                 | Jasper Stuyven (BEL)  | 59.                |
| 77                 | Edward Theuns (BEL)   | 71.                |

| Groupama-FDJ GFC | Groupama-FDJ GFC            | Groupama-FDJ GFC |
| ---------------- | --------------------------- | ---------------- |
| Nr               | Kolarz                      | Miejsce          |
| 81               | David Gaudu (FRA)           | DNF-8            |
| 82               | Bruno Armirail (FRA)        | 74.              |
| 83               | Arnaud Démare (FRA) (szosa) | 106.             |
| 84               | Jacopo Guarnieri (ITA)      | 116.             |
| 85               | Ignatas Konovalovas (LTU)   | 102.             |
| 86               | Miles Scotson (AUS)         | DNF-6            |
| 87               | Ramon Sinkeldam (NED)       | 125.             |

| Lotto-Soudal LTS | Lotto-Soudal LTS         | Lotto-Soudal LTS |
| ---------------- | ------------------------ | ---------------- |
| Nr               | Kolarz                   | Miejsce          |
| 91               | Philippe Gilbert (BEL)   | 60.              |
| 92               | Thomas De Gendt (BEL)    | 66.              |
| 93               | John Degenkolb (GER)     | 93.              |
| 94               | Kobe Goossens (BEL)      | DNF-4            |
| 95               | Stefano Oldani (ITA)     | 61.              |
| 96               | Harm Vanhoucke (BEL)     | 11.              |
| 97               | Florian Vermeersch (BEL) | 100.             |

| Arkéa-Samsic ARK | Arkéa-Samsic ARK        | Arkéa-Samsic ARK |
| ---------------- | ----------------------- | ---------------- |
| Nr               | Kolarz                  | Miejsce          |
| 101              | Warren Barguil (FRA)    | 14.              |
| 102              | Maxime Bouet (FRA)      | DNS-6            |
| 103              | Nacer Bouhanni (FRA)    | 90.              |
| 104              | Anthony Delaplace (FRA) | DNS-6            |
| 105              | Daniel McLay (GBR)      | 114.             |
| 106              | Clément Russo (FRA)     | 78.              |
| 107              | Connor Swift (GBR)      | 56.              |

| Deceuninck-Quick Step DQT | Deceuninck-Quick Step DQT | Deceuninck-Quick Step DQT |
| ------------------------- | ------------------------- | ------------------------- |
| Nr                        | Kolarz                    | Miejsce                   |
| 111                       | Sam Bennett (IRL)         | 79.                       |
| 112                       | Mattia Cattaneo (ITA)     | 32.                       |
| 113                       | Rémi Cavagna (FRA) (ITT)  | 83.                       |
| 114                       | Tim Declercq (BEL)        | 64.                       |
| 115                       | Yves Lampaert (BEL)       | 48.                       |
| 116                       | Michael Mørkøv (DEN)      | 98.                       |
| 117                       | Florian Sénéchal (FRA)    | 53.                       |

| Cofidis COF | Cofidis COF               | Cofidis COF |
| ----------- | ------------------------- | ----------- |
| Nr          | Kolarz                    | Miejsce     |
| 121         | Guillaume Martin (FRA)    | 6.          |
| 122         | Piet Allegaert (BEL)      | 86.         |
| 123         | Simon Geschke (GER)       | 24.         |
| 124         | Christophe Laporte (FRA)  | 65.         |
| 125         | Anthony Perez (FRA)       | 108.        |
| 126         | Pierre-Luc Périchon (FRA) | 68.         |
| 127         | Jelle Wallays (BEL)       | 110.        |

| BikeExchange BEX | BikeExchange BEX            | BikeExchange BEX |
| ---------------- | --------------------------- | ---------------- |
| Nr               | Kolarz                      | Miejsce          |
| 131              | Michael Matthews (AUS)      | 38.              |
| 132              | Luke Durbridge (AUS) (ITT)  | 67.              |
| 133              | Alexander Edmondson (AUS)   | DNF-7            |
| 134              | Kaden Groves (AUS)          | DNF-6            |
| 135              | Lucas Hamilton (AUS)        | 4.               |
| 136              | Amund Grøndahl Jansen (NOR) | DNS-6            |
| 137              | Alexander Konychev (ITA)    | DNF-8            |

| AG2R Citroën Team ACT | AG2R Citroën Team ACT        | AG2R Citroën Team ACT |
| --------------------- | ---------------------------- | --------------------- |
| Nr                    | Kolarz                       | Miejsce               |
| 141                   | Bob Jungels (LUX)            | 27.                   |
| 142                   | Stan Dewulf (BEL)            | 91.                   |
| 143                   | Dorian Godon (FRA)           | 39.                   |
| 144                   | Oliver Naesen (BEL)          | 33.                   |
| 145                   | Ben O’Connor (AUS)           | 12.                   |
| 146                   | Aurélien Paret-Peintre (FRA) | 9.                    |
| 147                   | Damien Touzé (FRA)           | 44.                   |

| UAE Team Emirates UAD | UAE Team Emirates UAD           | UAE Team Emirates UAD |
| --------------------- | ------------------------------- | --------------------- |
| Nr                    | Kolarz                          | Miejsce               |
| 151                   | Alexander Kristoff (NOR)        | 82.                   |
| 152                   | Sven Erik Bystrøm (NOR) (szosa) | 43.                   |
| 153                   | Rui Costa (POR) (szosa)         | 55.                   |
| 154                   | David de la Cruz (ESP)          | 51.                   |
| 155                   | Brandon McNulty (USA)           | DNF-6                 |
| 156                   | Rui Oliveira (POR)              | 95.                   |
| 157                   | Matteo Trentin (ITA)            | 47.                   |

| Bahrain Victorious TBV | Bahrain Victorious TBV  | Bahrain Victorious TBV |
| ---------------------- | ----------------------- | ---------------------- |
| Nr                     | Kolarz                  | Miejsce                |
| 161                    | Dylan Teuns (BEL)       | 20.                    |
| 162                    | Yukiya Arashiro (JPN)   | 87.                    |
| 163                    | Phil Bauhaus (GER)      | 117.                   |
| 164                    | Jack Haig (AUS)         | 7.                     |
| 165                    | Marco Haller (AUT)      | 107.                   |
| 166                    | Heinrich Haussler (AUS) | DNF-8                  |
| 167                    | Gino Mäder (SUI)        | 10.                    |

| Total Direct Énergie TDE | Total Direct Énergie TDE   | Total Direct Énergie TDE |
| ------------------------ | -------------------------- | ------------------------ |
| Nr                       | Kolarz                     | Miejsce                  |
| 171                      | Pierre Latour (FRA)        | 16.                      |
| 172                      | Edvald Boasson Hagen (NOR) | 85.                      |
| 173                      | Fabien Doubey (FRA)        | 81.                      |
| 174                      | Christopher Lawless (GBR)  | DNF-4                    |
| 175                      | Anthony Turgis (FRA)       | 80.                      |
| 176                      | Dries Van Gestel (BEL)     | DNF-6                    |
| 177                      | Alexis Vuillermoz (FRA)    | DNF-2                    |

| Movistar Team MOV | Movistar Team MOV        | Movistar Team MOV |
| ----------------- | ------------------------ | ----------------- |
| Nr                | Kolarz                   | Miejsce           |
| 181               | Matteo Jorgenson (USA)   | 8.                |
| 182               | Jorge Arcas (ESP)        | 34.               |
| 183               | Imanol Erviti (ESP)      | 84.               |
| 184               | Johan Jacobs (SUI)       | DNF-8             |
| 185               | Sebastián Mora (ESP)     | DNF-8             |
| 186               | Gregor Mühlberger (AUT)  | 63.               |
| 187               | José Joaquín Rojas (ESP) | 31.               |

| Israel Start-Up Nation ISN | Israel Start-Up Nation ISN   | Israel Start-Up Nation ISN |
| -------------------------- | ---------------------------- | -------------------------- |
| Nr                         | Kolarz                       | Miejsce                    |
| 191                        | Krists Neilands (LAT)        | 21.                        |
| 192                        | Rudy Barbier (FRA)           | DNF-7                      |
| 193                        | Patrick Bevin (NZL)          | DNS-7                      |
| 194                        | Matthias Brändle (AUT) (ITT) | 112.                       |
| 195                        | André Greipel (GER)          | 122.                       |
| 196                        | Sep Vanmarcke (BEL)          | 52.                        |
| 197                        | Rick Zabel (GER)             | 105.                       |

| Intermarché-Wanty-Gobert Matériaux IWG | Intermarché-Wanty-Gobert Matériaux IWG | Intermarché-Wanty-Gobert Matériaux IWG |
| -------------------------------------- | -------------------------------------- | -------------------------------------- |
| Nr                                     | Kolarz                                 | Miejsce                                |
| 201                                    | Louis Meintjes (RSA)                   | 23.                                    |
| 202                                    | Odd Christian Eiking (NOR)             | 37.                                    |
| 203                                    | Jonas Koch (GER)                       | 89.                                    |
| 204                                    | Rein Taaramäe (EST)                    | 76.                                    |
| 205                                    | Taco van der Hoorn (NED)               | 115.                                   |
| 206                                    | Boy van Poppel (NED)                   | 126.                                   |
| 207                                    | Danny van Poppel (NED)                 | 96.                                    |

| B&B Hotels p/b KTM BBK | B&B Hotels p/b KTM BBK | B&B Hotels p/b KTM BBK |
| ---------------------- | ---------------------- | ---------------------- |
| Nr                     | Kolarz                 | Miejsce                |
| 211                    | Bryan Coquard (FRA)    | 69.                    |
| 212                    | Cyril Barthe (FRA)     | 62.                    |
| 213                    | Cyril Gautier (FRA)    | 70.                    |
| 214                    | Jonathan Hivert (FRA)  | 97.                    |
| 215                    | Jérémy Lecroq (FRA)    | 127.                   |
| 216                    | Cyril Lemoine (FRA)    | 101.                   |
| 217                    | Quentin Pacher (FRA)   | 22.                    |

| Alpecin-Fenix AFC | Alpecin-Fenix AFC            | Alpecin-Fenix AFC |
| ----------------- | ---------------------------- | ----------------- |
| Nr                | Kolarz                       | Miejsce           |
| 221               | Jasper Philipsen (BEL)       | DNS-7             |
| 222               | Dries De Bondt (BEL) (szosa) | 113.              |
| 223               | Senne Leysen (BEL)           | 109.              |
| 224               | Oscar Riesebeek (NED)        | 72.               |
| 225               | Kristian Sbaragli (ITA)      | 40.               |
| 226               | Scott Thwaites (GBR)         | 103.              |
| 227               | Louis Vervaeke (BEL)         | DNS-6             |

| Bora-Hansgrohe BOH | Bora-Hansgrohe BOH          | Bora-Hansgrohe BOH |
| ------------------ | --------------------------- | ------------------ |
| Nr                 | Kolarz                      | Miejsce            |
| 1                  | Maximilian Schachmann (GER) | 1.                 |
| 2                  | Pascal Ackermann (GER)      | DNF-8              |
| 3                  | Cesare Benedetti (ITA)      | 123.               |
| 4                  | Felix Großschartner (AUT)   | 73.                |
| 5                  | Jordi Meeus (BEL)           | 121.               |
| 6                  | Nils Politt (GER)           | 54.                |
| 7                  | Michael Schwarzmann (GER)   | 119.               |

| Team DSM DSM | Team DSM DSM               | Team DSM DSM |
| ------------ | -------------------------- | ------------ |
| Nr           | Kolarz                     | Miejsce      |
| 11           | Tiesj Benoot (BEL)         | 5.           |
| 12           | Cees Bol (NED)             | 120.         |
| 13           | Nils Eekhoff (NED)         | 99.          |
| 14           | Jai Hindley (AUS)          | 18.          |
| 15           | Søren Kragh Andersen (DEN) | DNS-4        |
| 16           | Casper Pedersen (DEN)      | 92.          |
| 17           | Jasha Sütterlin (GER)      | 124.         |

| EF Education-Nippo EFN | EF Education-Nippo EFN    | EF Education-Nippo EFN |
| ---------------------- | ------------------------- | ---------------------- |
| Nr                     | Kolarz                    | Miejsce                |
| 21                     | Magnus Cort Nielsen (DEN) | 57.                    |
| 22                     | Daniel Arroyave (COL)     | DNF-6                  |
| 23                     | Stefan Bissegger (SUI)    | 77.                    |
| 24                     | Julien El Fares (FRA)     | 35.                    |
| 25                     | Jens Keukeleire (BEL)     | DNF-4                  |
| 26                     | Neilson Powless (USA)     | 25.                    |
| 27                     | Jonas Rutsch (GER)        | 111.                   |

| Jumbo-Visma TJV | Jumbo-Visma TJV              | Jumbo-Visma TJV |
| --------------- | ---------------------------- | --------------- |
| Nr              | Kolarz                       | Miejsce         |
| 31              | Primož Roglič (SLO) (szosa)  | 15.             |
| 32              | George Bennett (NZL) (szosa) | 30.             |
| 33              | Lennard Hofstede (NED)       | DNF-8           |
| 34              | Steven Kruijswijk (NED)      | 29.             |
| 35              | Tony Martin (GER) (ITT)      | DNF-5           |
| 36              | Sam Oomen (NED)              | 41.             |
| 37              | Jos van Emden (NED)          | DNF-8           |

| Ineos Grenadiers IGD | Ineos Grenadiers IGD     | Ineos Grenadiers IGD |
| -------------------- | ------------------------ | -------------------- |
| Nr                   | Kolarz                   | Miejsce              |
| 41                   | Richie Porte (AUS)       | DNF-1                |
| 42                   | Andrey Amador (CRC)      | 94.                  |
| 43                   | Laurens De Plus (BEL)    | 46.                  |
| 44                   | Rohan Dennis (AUS)       | 45.                  |
| 45                   | Tao Geoghegan Hart (GBR) | DNF-4                |
| 46                   | Ben Swift (GBR)          | 49.                  |
| 47                   | Dylan van Baarle (NED)   | 13.                  |

| Qhubeka Assos TQA | Qhubeka Assos TQA             | Qhubeka Assos TQA |
| ----------------- | ----------------------------- | ----------------- |
| Nr                | Kolarz                        | Miejsce           |
| 51                | Sergio Henao (COL)            | 19.               |
| 52                | Sander Armée (BEL)            | 75.               |
| 53                | Fabio Aru (ITA)               | 26.               |
| 54                | Victor Campenaerts (BEL)      | 88.               |
| 55                | Giacomo Nizzolo (ITA) (szosa) | DNS-8             |
| 56                | Matteo Pelucchi (ITA)         | DNF-4             |
| 57                | Max Walscheid (GER)           | DNS-7             |

| Astana-Premier Tech APT | Astana-Premier Tech APT              | Astana-Premier Tech APT |
| ----------------------- | ------------------------------------ | ----------------------- |
| Nr                      | Kolarz                               | Miejsce                 |
| 61                      | Aleksandr Własow (RUS)               | 2.                      |
| 62                      | Samuele Battistella (ITA)            | DNS-4                   |
| 63                      | Omar Fraile (ESP)                    | 50.                     |
| 64                      | Ion Izagirre (ESP)                   | 3.                      |
| 65                      | Aleksiej Łucenko (KAZ) (szosa i ITT) | DNF-8                   |
| 66                      | Luis León Sánchez (ESP) (szosa)      | 17.                     |
| 67                      | Matteo Sobrero (ITA)                 | 42.                     |

| Trek-Segafredo TFS | Trek-Segafredo TFS    | Trek-Segafredo TFS |
| ------------------ | --------------------- | ------------------ |
| Nr                 | Kolarz                | Miejsce            |
| 71                 | Mads Pedersen (DEN)   | 118.               |
| 72                 | Julien Bernard (FRA)  | 28.                |
| 73                 | Kenny Elissonde (FRA) | 36.                |
| 74                 | Alex Kirsch (LUX)     | 104.               |
| 75                 | Jacopo Mosca (ITA)    | 58.                |
| 76                 | Jasper Stuyven (BEL)  | 59.                |
| 77                 | Edward Theuns (BEL)   | 71.                |

| Groupama-FDJ GFC | Groupama-FDJ GFC            | Groupama-FDJ GFC |
| ---------------- | --------------------------- | ---------------- |
| Nr               | Kolarz                      | Miejsce          |
| 81               | David Gaudu (FRA)           | DNF-8            |
| 82               | Bruno Armirail (FRA)        | 74.              |
| 83               | Arnaud Démare (FRA) (szosa) | 106.             |
| 84               | Jacopo Guarnieri (ITA)      | 116.             |
| 85               | Ignatas Konovalovas (LTU)   | 102.             |
| 86               | Miles Scotson (AUS)         | DNF-6            |
| 87               | Ramon Sinkeldam (NED)       | 125.             |

| Lotto-Soudal LTS | Lotto-Soudal LTS         | Lotto-Soudal LTS |
| ---------------- | ------------------------ | ---------------- |
| Nr               | Kolarz                   | Miejsce          |
| 91               | Philippe Gilbert (BEL)   | 60.              |
| 92               | Thomas De Gendt (BEL)    | 66.              |
| 93               | John Degenkolb (GER)     | 93.              |
| 94               | Kobe Goossens (BEL)      | DNF-4            |
| 95               | Stefano Oldani (ITA)     | 61.              |
| 96               | Harm Vanhoucke (BEL)     | 11.              |
| 97               | Florian Vermeersch (BEL) | 100.             |

| Arkéa-Samsic ARK | Arkéa-Samsic ARK        | Arkéa-Samsic ARK |
| ---------------- | ----------------------- | ---------------- |
| Nr               | Kolarz                  | Miejsce          |
| 101              | Warren Barguil (FRA)    | 14.              |
| 102              | Maxime Bouet (FRA)      | DNS-6            |
| 103              | Nacer Bouhanni (FRA)    | 90.              |
| 104              | Anthony Delaplace (FRA) | DNS-6            |
| 105              | Daniel McLay (GBR)      | 114.             |
| 106              | Clément Russo (FRA)     | 78.              |
| 107              | Connor Swift (GBR)      | 56.              |

| Deceuninck-Quick Step DQT | Deceuninck-Quick Step DQT | Deceuninck-Quick Step DQT |
| ------------------------- | ------------------------- | ------------------------- |
| Nr                        | Kolarz                    | Miejsce                   |
| 111                       | Sam Bennett (IRL)         | 79.                       |
| 112                       | Mattia Cattaneo (ITA)     | 32.                       |
| 113                       | Rémi Cavagna (FRA) (ITT)  | 83.                       |
| 114                       | Tim Declercq (BEL)        | 64.                       |
| 115                       | Yves Lampaert (BEL)       | 48.                       |
| 116                       | Michael Mørkøv (DEN)      | 98.                       |
| 117                       | Florian Sénéchal (FRA)    | 53.                       |

| Cofidis COF | Cofidis COF               | Cofidis COF |
| ----------- | ------------------------- | ----------- |
| Nr          | Kolarz                    | Miejsce     |
| 121         | Guillaume Martin (FRA)    | 6.          |
| 122         | Piet Allegaert (BEL)      | 86.         |
| 123         | Simon Geschke (GER)       | 24.         |
| 124         | Christophe Laporte (FRA)  | 65.         |
| 125         | Anthony Perez (FRA)       | 108.        |
| 126         | Pierre-Luc Périchon (FRA) | 68.         |
| 127         | Jelle Wallays (BEL)       | 110.        |

| BikeExchange BEX | BikeExchange BEX            | BikeExchange BEX |
| ---------------- | --------------------------- | ---------------- |
| Nr               | Kolarz                      | Miejsce          |
| 131              | Michael Matthews (AUS)      | 38.              |
| 132              | Luke Durbridge (AUS) (ITT)  | 67.              |
| 133              | Alexander Edmondson (AUS)   | DNF-7            |
| 134              | Kaden Groves (AUS)          | DNF-6            |
| 135              | Lucas Hamilton (AUS)        | 4.               |
| 136              | Amund Grøndahl Jansen (NOR) | DNS-6            |
| 137              | Alexander Konychev (ITA)    | DNF-8            |

| AG2R Citroën Team ACT | AG2R Citroën Team ACT        | AG2R Citroën Team ACT |
| --------------------- | ---------------------------- | --------------------- |
| Nr                    | Kolarz                       | Miejsce               |
| 141                   | Bob Jungels (LUX)            | 27.                   |
| 142                   | Stan Dewulf (BEL)            | 91.                   |
| 143                   | Dorian Godon (FRA)           | 39.                   |
| 144                   | Oliver Naesen (BEL)          | 33.                   |
| 145                   | Ben O’Connor (AUS)           | 12.                   |
| 146                   | Aurélien Paret-Peintre (FRA) | 9.                    |
| 147                   | Damien Touzé (FRA)           | 44.                   |

| UAE Team Emirates UAD | UAE Team Emirates UAD           | UAE Team Emirates UAD |
| --------------------- | ------------------------------- | --------------------- |
| Nr                    | Kolarz                          | Miejsce               |
| 151                   | Alexander Kristoff (NOR)        | 82.                   |
| 152                   | Sven Erik Bystrøm (NOR) (szosa) | 43.                   |
| 153                   | Rui Costa (POR) (szosa)         | 55.                   |
| 154                   | David de la Cruz (ESP)          | 51.                   |
| 155                   | Brandon McNulty (USA)           | DNF-6                 |
| 156                   | Rui Oliveira (POR)              | 95.                   |
| 157                   | Matteo Trentin (ITA)            | 47.                   |

| Bahrain Victorious TBV | Bahrain Victorious TBV  | Bahrain Victorious TBV |
| ---------------------- | ----------------------- | ---------------------- |
| Nr                     | Kolarz                  | Miejsce                |
| 161                    | Dylan Teuns (BEL)       | 20.                    |
| 162                    | Yukiya Arashiro (JPN)   | 87.                    |
| 163                    | Phil Bauhaus (GER)      | 117.                   |
| 164                    | Jack Haig (AUS)         | 7.                     |
| 165                    | Marco Haller (AUT)      | 107.                   |
| 166                    | Heinrich Haussler (AUS) | DNF-8                  |
| 167                    | Gino Mäder (SUI)        | 10.                    |

| Total Direct Énergie TDE | Total Direct Énergie TDE   | Total Direct Énergie TDE |
| ------------------------ | -------------------------- | ------------------------ |
| Nr                       | Kolarz                     | Miejsce                  |
| 171                      | Pierre Latour (FRA)        | 16.                      |
| 172                      | Edvald Boasson Hagen (NOR) | 85.                      |
| 173                      | Fabien Doubey (FRA)        | 81.                      |
| 174                      | Christopher Lawless (GBR)  | DNF-4                    |
| 175                      | Anthony Turgis (FRA)       | 80.                      |
| 176                      | Dries Van Gestel (BEL)     | DNF-6                    |
| 177                      | Alexis Vuillermoz (FRA)    | DNF-2                    |

| Movistar Team MOV | Movistar Team MOV        | Movistar Team MOV |
| ----------------- | ------------------------ | ----------------- |
| Nr                | Kolarz                   | Miejsce           |
| 181               | Matteo Jorgenson (USA)   | 8.                |
| 182               | Jorge Arcas (ESP)        | 34.               |
| 183               | Imanol Erviti (ESP)      | 84.               |
| 184               | Johan Jacobs (SUI)       | DNF-8             |
| 185               | Sebastián Mora (ESP)     | DNF-8             |
| 186               | Gregor Mühlberger (AUT)  | 63.               |
| 187               | José Joaquín Rojas (ESP) | 31.               |

| Israel Start-Up Nation ISN | Israel Start-Up Nation ISN   | Israel Start-Up Nation ISN |
| -------------------------- | ---------------------------- | -------------------------- |
| Nr                         | Kolarz                       | Miejsce                    |
| 191                        | Krists Neilands (LAT)        | 21.                        |
| 192                        | Rudy Barbier (FRA)           | DNF-7                      |
| 193                        | Patrick Bevin (NZL)          | DNS-7                      |
| 194                        | Matthias Brändle (AUT) (ITT) | 112.                       |
| 195                        | André Greipel (GER)          | 122.                       |
| 196                        | Sep Vanmarcke (BEL)          | 52.                        |
| 197                        | Rick Zabel (GER)             | 105.                       |

| Intermarché-Wanty-Gobert Matériaux IWG | Intermarché-Wanty-Gobert Matériaux IWG | Intermarché-Wanty-Gobert Matériaux IWG |
| -------------------------------------- | -------------------------------------- | -------------------------------------- |
| Nr                                     | Kolarz                                 | Miejsce                                |
| 201                                    | Louis Meintjes (RSA)                   | 23.                                    |
| 202                                    | Odd Christian Eiking (NOR)             | 37.                                    |
| 203                                    | Jonas Koch (GER)                       | 89.                                    |
| 204                                    | Rein Taaramäe (EST)                    | 76.                                    |
| 205                                    | Taco van der Hoorn (NED)               | 115.                                   |
| 206                                    | Boy van Poppel (NED)                   | 126.                                   |
| 207                                    | Danny van Poppel (NED)                 | 96.                                    |

| B&B Hotels p/b KTM BBK | B&B Hotels p/b KTM BBK | B&B Hotels p/b KTM BBK |
| ---------------------- | ---------------------- | ---------------------- |
| Nr                     | Kolarz                 | Miejsce                |
| 211                    | Bryan Coquard (FRA)    | 69.                    |
| 212                    | Cyril Barthe (FRA)     | 62.                    |
| 213                    | Cyril Gautier (FRA)    | 70.                    |
| 214                    | Jonathan Hivert (FRA)  | 97.                    |
| 215                    | Jérémy Lecroq (FRA)    | 127.                   |
| 216                    | Cyril Lemoine (FRA)    | 101.                   |
| 217                    | Quentin Pacher (FRA)   | 22.                    |

| Alpecin-Fenix AFC | Alpecin-Fenix AFC            | Alpecin-Fenix AFC |
| ----------------- | ---------------------------- | ----------------- |
| Nr                | Kolarz                       | Miejsce           |
| 221               | Jasper Philipsen (BEL)       | DNS-7             |
| 222               | Dries De Bondt (BEL) (szosa) | 113.              |
| 223               | Senne Leysen (BEL)           | 109.              |
| 224               | Oscar Riesebeek (NED)        | 72.               |
| 225               | Kristian Sbaragli (ITA)      | 40.               |
| 226               | Scott Thwaites (GBR)         | 103.              |
| 227               | Louis Vervaeke (BEL)         | DNS-6             |

Legenda: DNF – nie ukończył etapu, OTL – przekroczył limit czasu, DNS – nie wystartował do etapu, DSQ – zdyskwalifikowany. Numer przy skrócie oznacza etap, na którym kolarz opuścił wyścig.

## Wyniki etapów

### Etap 1
| Saint-Cyr-l'École - Saint-Cyr-l'École | pagórkowaty | (166 km) |

| \| Klasyfikacja etapu \| Klasyfikacja etapu \| Klasyfikacja etapu \| Klasyfikacja etapu \| Klasyfikacja etapu \| \| Kolarz \| Kolarz \| Państwo \| Drużyna \| Czas \| \| ------------------ \| ------------------ \| ------------------ \| ---------------------- \| ------------------ \| \| 1. \| Sam Bennett \| Irlandia \| Deceuninck-Quick Step \| 3h 51' 38" \| \| 2. \| Arnaud Démare \| Francja \| Groupama-FDJ \| + 0" \| \| 3. \| Mads Pedersen \| Dania \| Trek-Segafredo \| + 0" \| \| 4. \| Jasper Philipsen \| Belgia \| Alpecin-Fenix \| + 0" \| \| 5. \| Bryan Coquard \| Francja \| B&B Hotels p/b KTM \| + 0" \| \| 6. \| Pascal Ackermann \| Niemcy \| Bora-Hansgrohe \| + 0" \| \| 7. \| Phil Bauhaus \| Niemcy \| Bahrain Victorious \| + 0" \| \| 8. \| Christophe Laporte \| Francja \| Cofidis \| + 0" \| \| 9. \| André Greipel \| Niemcy \| Israel Start-Up Nation \| + 0" \| \| 10. \| Rudy Barbier \| Francja \| Israel Start-Up Nation \| + 0" \| |                    |          |                        |            |
| |                    |          |                        |            |
| Źródło: ProCyclingStats |                    |          |                        |            |
| Klasyfikacja etapu |                    |          |                        |            |
| Kolarz | Kolarz             | Państwo  | Drużyna                | Czas       |
| 1. | Sam Bennett        | Irlandia | Deceuninck-Quick Step  | 3h 51' 38" |
| 2. | Arnaud Démare      | Francja  | Groupama-FDJ           | + 0"       |
| 3. | Mads Pedersen      | Dania    | Trek-Segafredo         | + 0"       |
| 4. | Jasper Philipsen   | Belgia   | Alpecin-Fenix          | + 0"       |
| 5. | Bryan Coquard      | Francja  | B&B Hotels p/b KTM     | + 0"       |
| 6. | Pascal Ackermann   | Niemcy   | Bora-Hansgrohe         | + 0"       |
| 7. | Phil Bauhaus       | Niemcy   | Bahrain Victorious     | + 0"       |
| 8. | Christophe Laporte | Francja  | Cofidis                | + 0"       |
| 9. | André Greipel      | Niemcy   | Israel Start-Up Nation | + 0"       |
| 10. | Rudy Barbier       | Francja  | Israel Start-Up Nation | + 0"       |

| \| Klasyfikacja generalna \| Klasyfikacja generalna \| Klasyfikacja generalna \| Klasyfikacja generalna \| Klasyfikacja generalna \| \| Kolarz \| Kolarz \| Państwo \| Drużyna \| Czas \| \| ---------------------- \| ---------------------- \| ---------------------- \| ---------------------- \| ---------------------- \| \| 1. \| Sam Bennett \| Irlandia \| Deceuninck-Quick Step \| 3h 51' 28" \| \| 2. \| Arnaud Démare \| Francja \| Groupama-FDJ \| + 4" \| \| 3. \| Michael Matthews \| Australia \| BikeExchange \| + 5" \| \| 4. \| Mads Pedersen \| Dania \| Trek-Segafredo \| + 6" \| \| 5. \| Ben Swift \| Wielka Brytania \| Ineos Grenadiers \| + 9" \| \| 6. \| Jasper Philipsen \| Belgia \| Alpecin-Fenix \| + 10" \| \| 7. \| Bryan Coquard \| Francja \| B&B Hotels p/b KTM \| + 10" \| \| 8. \| Pascal Ackermann \| Niemcy \| Bora-Hansgrohe \| + 10" \| \| 9. \| Phil Bauhaus \| Niemcy \| Bahrain Victorious \| + 10" \| \| 10. \| Christophe Laporte \| Francja \| Cofidis \| + 10" \| |                    |                 |                       |            |
| |                    |                 |                       |            |
| Źródło: ProCyclingStats |                    |                 |                       |            |
| Klasyfikacja generalna |                    |                 |                       |            |
| Kolarz | Kolarz             | Państwo         | Drużyna               | Czas       |
| 1. | Sam Bennett        | Irlandia        | Deceuninck-Quick Step | 3h 51' 28" |
| 2. | Arnaud Démare      | Francja         | Groupama-FDJ          | + 4"       |
| 3. | Michael Matthews   | Australia       | BikeExchange          | + 5"       |
| 4. | Mads Pedersen      | Dania           | Trek-Segafredo        | + 6"       |
| 5. | Ben Swift          | Wielka Brytania | Ineos Grenadiers      | + 9"       |
| 6. | Jasper Philipsen   | Belgia          | Alpecin-Fenix         | + 10"      |
| 7. | Bryan Coquard      | Francja         | B&B Hotels p/b KTM    | + 10"      |
| 8. | Pascal Ackermann   | Niemcy          | Bora-Hansgrohe        | + 10"      |
| 9. | Phil Bauhaus       | Niemcy          | Bahrain Victorious    | + 10"      |
| 10. | Christophe Laporte | Francja         | Cofidis               | + 10"      |

### Etap 2
| Oinville-sur-Montcient - Amilly | płaski | (188 km) |

| \| Klasyfikacja etapu \| Klasyfikacja etapu \| Klasyfikacja etapu \| Klasyfikacja etapu \| Klasyfikacja etapu \| \| Kolarz \| Kolarz \| Państwo \| Drużyna \| Czas \| \| ------------------ \| ------------------ \| ------------------ \| ---------------------- \| ------------------ \| \| 1. \| Cees Bol \| Holandia \| Team DSM \| 4h 27' 59" \| \| 2. \| Mads Pedersen \| Dania \| Trek-Segafredo \| + 0" \| \| 3. \| Michael Matthews \| Australia \| BikeExchange \| + 0" \| \| 4. \| Bryan Coquard \| Francja \| B&B Hotels p/b KTM \| + 0" \| \| 5. \| Sam Bennett \| Irlandia \| Deceuninck-Quick Step \| + 0" \| \| 6. \| John Degenkolb \| Niemcy \| Lotto-Soudal \| + 0" \| \| 7. \| Pascal Ackermann \| Niemcy \| Bora-Hansgrohe \| + 0" \| \| 8. \| Phil Bauhaus \| Niemcy \| Bahrain Victorious \| + 0" \| \| 9. \| Jasper Philipsen \| Belgia \| Alpecin-Fenix \| + 0" \| \| 10. \| Rudy Barbier \| Francja \| Israel Start-Up Nation \| + 0" \| |                  |           |                        |            |
| |                  |           |                        |            |
| Źródło: ProCyclingStats |                  |           |                        |            |
| Klasyfikacja etapu |                  |           |                        |            |
| Kolarz | Kolarz           | Państwo   | Drużyna                | Czas       |
| 1. | Cees Bol         | Holandia  | Team DSM               | 4h 27' 59" |
| 2. | Mads Pedersen    | Dania     | Trek-Segafredo         | + 0"       |
| 3. | Michael Matthews | Australia | BikeExchange           | + 0"       |
| 4. | Bryan Coquard    | Francja   | B&B Hotels p/b KTM     | + 0"       |
| 5. | Sam Bennett      | Irlandia  | Deceuninck-Quick Step  | + 0"       |
| 6. | John Degenkolb   | Niemcy    | Lotto-Soudal           | + 0"       |
| 7. | Pascal Ackermann | Niemcy    | Bora-Hansgrohe         | + 0"       |
| 8. | Phil Bauhaus     | Niemcy    | Bahrain Victorious     | + 0"       |
| 9. | Jasper Philipsen | Belgia    | Alpecin-Fenix          | + 0"       |
| 10. | Rudy Barbier     | Francja   | Israel Start-Up Nation | + 0"       |

| \| Klasyfikacja generalna \| Klasyfikacja generalna \| Klasyfikacja generalna \| Klasyfikacja generalna \| Klasyfikacja generalna \| \| Kolarz \| Kolarz \| Państwo \| Drużyna \| Czas \| \| ---------------------- \| ---------------------- \| ---------------------- \| ---------------------- \| ---------------------- \| \| 1. \| Michael Matthews \| Australia \| BikeExchange \| 8h 19' 23" \| \| 2. \| Mads Pedersen \| Dania \| Trek-Segafredo \| + 4" \| \| 3. \| Sam Bennett \| Irlandia \| Deceuninck-Quick Step \| + 4" \| \| 4. \| Cees Bol \| Holandia \| Team DSM \| + 4" \| \| 5. \| Arnaud Démare \| Francja \| Groupama-FDJ \| + 8" \| \| 6. \| André Greipel \| Niemcy \| Israel Start-Up Nation \| + 11" \| \| 7. \| Tiesj Benoot \| Belgia \| Team DSM \| + 12" \| \| 8. \| Florian Vermeersch \| Belgia \| Lotto-Soudal \| + 12" \| \| 9. \| Jasper Stuyven \| Belgia \| Trek-Segafredo \| + 13" \| \| 10. \| Ben Swift \| Wielka Brytania \| Ineos Grenadiers \| + 13" \| |                    |                 |                        |            |
| |                    |                 |                        |            |
| Źródło: ProCyclingStats |                    |                 |                        |            |
| Klasyfikacja generalna |                    |                 |                        |            |
| Kolarz | Kolarz             | Państwo         | Drużyna                | Czas       |
| 1. | Michael Matthews   | Australia       | BikeExchange           | 8h 19' 23" |
| 2. | Mads Pedersen      | Dania           | Trek-Segafredo         | + 4"       |
| 3. | Sam Bennett        | Irlandia        | Deceuninck-Quick Step  | + 4"       |
| 4. | Cees Bol           | Holandia        | Team DSM               | + 4"       |
| 5. | Arnaud Démare      | Francja         | Groupama-FDJ           | + 8"       |
| 6. | André Greipel      | Niemcy          | Israel Start-Up Nation | + 11"      |
| 7. | Tiesj Benoot       | Belgia          | Team DSM               | + 12"      |
| 8. | Florian Vermeersch | Belgia          | Lotto-Soudal           | + 12"      |
| 9. | Jasper Stuyven     | Belgia          | Trek-Segafredo         | + 13"      |
| 10. | Ben Swift          | Wielka Brytania | Ineos Grenadiers       | + 13"      |

### Etap 3
| Gien - Gien | jazda indywidualna na czas | (14,4 km) |

| \| Klasyfikacja etapu \| Klasyfikacja etapu \| Klasyfikacja etapu \| Klasyfikacja etapu \| Klasyfikacja etapu \| \| Kolarz \| Kolarz \| Państwo \| Drużyna \| Czas \| \| ------------------ \| -------------------- \| ------------------ \| ---------------------- \| ------------------ \| \| 1. \| Stefan Bissegger \| Szwajcaria \| EF Education-Nippo \| 17' 34" \| \| 2. \| Rémi Cavagna \| Francja \| Deceuninck-Quick Step \| + 0" \| \| 3. \| Primož Roglič \| Słowenia \| Jumbo-Visma \| + 6" \| \| 4. \| Brandon McNulty \| Stany Zjednoczone \| UAE Team Emirates \| + 9" \| \| 5. \| Søren Kragh Andersen \| Dania \| Team DSM \| + 10" \| \| 6. \| Rohan Dennis \| Australia \| Ineos Grenadiers \| + 13" \| \| 7. \| Christophe Laporte \| Francja \| Cofidis \| + 13" \| \| 8. \| Dylan van Baarle \| Holandia \| Ineos Grenadiers \| + 14" \| \| 9. \| Yves Lampaert \| Belgia \| Deceuninck-Quick Step \| + 16" \| \| 10. \| Patrick Bevin \| Nowa Zelandia \| Israel Start-Up Nation \| + 16" \| |                      |                   |                        |         |
| |                      |                   |                        |         |
| Źródło: ProCyclingStats |                      |                   |                        |         |
| Klasyfikacja etapu |                      |                   |                        |         |
| Kolarz | Kolarz               | Państwo           | Drużyna                | Czas    |
| 1. | Stefan Bissegger     | Szwajcaria        | EF Education-Nippo     | 17' 34" |
| 2. | Rémi Cavagna         | Francja           | Deceuninck-Quick Step  | + 0"    |
| 3. | Primož Roglič        | Słowenia          | Jumbo-Visma            | + 6"    |
| 4. | Brandon McNulty      | Stany Zjednoczone | UAE Team Emirates      | + 9"    |
| 5. | Søren Kragh Andersen | Dania             | Team DSM               | + 10"   |
| 6. | Rohan Dennis         | Australia         | Ineos Grenadiers       | + 13"   |
| 7. | Christophe Laporte   | Francja           | Cofidis                | + 13"   |
| 8. | Dylan van Baarle     | Holandia          | Ineos Grenadiers       | + 14"   |
| 9. | Yves Lampaert        | Belgia            | Deceuninck-Quick Step  | + 16"   |
| 10. | Patrick Bevin        | Nowa Zelandia     | Israel Start-Up Nation | + 16"   |

| \| Klasyfikacja generalna \| Klasyfikacja generalna \| Klasyfikacja generalna \| Klasyfikacja generalna \| Klasyfikacja generalna \| \| Kolarz \| Kolarz \| Państwo \| Drużyna \| Czas \| \| ---------------------- \| ---------------------- \| ---------------------- \| ---------------------- \| ---------------------- \| \| 1. \| Stefan Bissegger \| Szwajcaria \| EF Education-Nippo \| 8h 37' 11" \| \| 2. \| Rémi Cavagna \| Francja \| Deceuninck-Quick Step \| + 0" \| \| 3. \| Primož Roglič \| Słowenia \| Jumbo-Visma \| + 6" \| \| 4. \| Brandon McNulty \| Stany Zjednoczone \| UAE Team Emirates \| + 9" \| \| 5. \| Michael Matthews \| Australia \| BikeExchange \| + 9" \| \| 6. \| Søren Kragh Andersen \| Dania \| Team DSM \| + 10" \| \| 7. \| Mads Pedersen \| Dania \| Trek-Segafredo \| + 12" \| \| 8. \| Christophe Laporte \| Francja \| Cofidis \| + 13" \| \| 9. \| Dylan van Baarle \| Holandia \| Ineos Grenadiers \| + 14" \| \| 10. \| Yves Lampaert \| Belgia \| Deceuninck-Quick Step \| + 15" \| |                      |                   |                       |            |
| |                      |                   |                       |            |
| Źródło: ProCyclingStats |                      |                   |                       |            |
| Klasyfikacja generalna |                      |                   |                       |            |
| Kolarz | Kolarz               | Państwo           | Drużyna               | Czas       |
| 1. | Stefan Bissegger     | Szwajcaria        | EF Education-Nippo    | 8h 37' 11" |
| 2. | Rémi Cavagna         | Francja           | Deceuninck-Quick Step | + 0"       |
| 3. | Primož Roglič        | Słowenia          | Jumbo-Visma           | + 6"       |
| 4. | Brandon McNulty      | Stany Zjednoczone | UAE Team Emirates     | + 9"       |
| 5. | Michael Matthews     | Australia         | BikeExchange          | + 9"       |
| 6. | Søren Kragh Andersen | Dania             | Team DSM              | + 10"      |
| 7. | Mads Pedersen        | Dania             | Trek-Segafredo        | + 12"      |
| 8. | Christophe Laporte   | Francja           | Cofidis               | + 13"      |
| 9. | Dylan van Baarle     | Holandia          | Ineos Grenadiers      | + 14"      |
| 10. | Yves Lampaert        | Belgia            | Deceuninck-Quick Step | + 15"      |

### Etap 4
| Chalon-sur-Saône - Chiroubles | pagórkowaty | (188 km) |

| \| Klasyfikacja etapu \| Klasyfikacja etapu \| Klasyfikacja etapu \| Klasyfikacja etapu \| Klasyfikacja etapu \| \| Kolarz \| Kolarz \| Państwo \| Drużyna \| Czas \| \| ------------------ \| --------------------- \| ------------------ \| -------------------- \| ------------------ \| \| 1. \| Primož Roglič \| Słowenia \| Jumbo-Visma \| 4h 49' 36" \| \| 2. \| Maximilian Schachmann \| Niemcy \| Bora-Hansgrohe \| + 12" \| \| 3. \| Guillaume Martin \| Francja \| Cofidis \| + 12" \| \| 4. \| Tiesj Benoot \| Belgia \| Team DSM \| + 12" \| \| 5. \| Aleksandr Własow \| Rosja \| Astana-Premier Tech \| + 12" \| \| 6. \| Lucas Hamilton \| Australia \| BikeExchange \| + 12" \| \| 7. \| David Gaudu \| Francja \| Groupama-FDJ \| + 16" \| \| 8. \| Quentin Pacher \| Francja \| B&B Hotels p/b KTM \| + 16" \| \| 9. \| Pierre Latour \| Francja \| Total Direct Énergie \| + 16" \| \| 10. \| Ion Izagirre \| Hiszpania \| Astana-Premier Tech \| + 16" \| |                       |           |                      |            |
| |                       |           |                      |            |
| Źródło: ProCyclingStats |                       |           |                      |            |
| Klasyfikacja etapu |                       |           |                      |            |
| Kolarz | Kolarz                | Państwo   | Drużyna              | Czas       |
| 1. | Primož Roglič         | Słowenia  | Jumbo-Visma          | 4h 49' 36" |
| 2. | Maximilian Schachmann | Niemcy    | Bora-Hansgrohe       | + 12"      |
| 3. | Guillaume Martin      | Francja   | Cofidis              | + 12"      |
| 4. | Tiesj Benoot          | Belgia    | Team DSM             | + 12"      |
| 5. | Aleksandr Własow      | Rosja     | Astana-Premier Tech  | + 12"      |
| 6. | Lucas Hamilton        | Australia | BikeExchange         | + 12"      |
| 7. | David Gaudu           | Francja   | Groupama-FDJ         | + 16"      |
| 8. | Quentin Pacher        | Francja   | B&B Hotels p/b KTM   | + 16"      |
| 9. | Pierre Latour         | Francja   | Total Direct Énergie | + 16"      |
| 10. | Ion Izagirre          | Hiszpania | Astana-Premier Tech  | + 16"      |

| \| Klasyfikacja generalna \| Klasyfikacja generalna \| Klasyfikacja generalna \| Klasyfikacja generalna \| Klasyfikacja generalna \| \| Kolarz \| Kolarz \| Państwo \| Drużyna \| Czas \| \| ---------------------- \| ---------------------- \| ---------------------- \| ---------------------- \| ---------------------- \| \| 1. \| Primož Roglič \| Słowenia \| Jumbo-Visma \| 13h 26' 40" \| \| 2. \| Maximilian Schachmann \| Niemcy \| Bora-Hansgrohe \| + 35" \| \| 3. \| Brandon McNulty \| Stany Zjednoczone \| UAE Team Emirates \| + 37" \| \| 4. \| Aleksandr Własow \| Rosja \| Astana-Premier Tech \| + 41" \| \| 5. \| Ion Izagirre \| Hiszpania \| Astana-Premier Tech \| + 43" \| \| 6. \| Matteo Jorgenson \| Stany Zjednoczone \| Movistar Team \| + 58" \| \| 7. \| Tiesj Benoot \| Belgia \| Team DSM \| + 1' 05" \| \| 8. \| Lucas Hamilton \| Australia \| BikeExchange \| + 1' 09" \| \| 9. \| Luis León Sánchez \| Hiszpania \| Astana-Premier Tech \| + 1' 11" \| \| 10. \| Pierre Latour \| Francja \| Total Direct Énergie \| + 1' 12" \| |                       |                   |                      |             |
| |                       |                   |                      |             |
| Źródło: ProCyclingStats |                       |                   |                      |             |
| Klasyfikacja generalna |                       |                   |                      |             |
| Kolarz | Kolarz                | Państwo           | Drużyna              | Czas        |
| 1. | Primož Roglič         | Słowenia          | Jumbo-Visma          | 13h 26' 40" |
| 2. | Maximilian Schachmann | Niemcy            | Bora-Hansgrohe       | + 35"       |
| 3. | Brandon McNulty       | Stany Zjednoczone | UAE Team Emirates    | + 37"       |
| 4. | Aleksandr Własow      | Rosja             | Astana-Premier Tech  | + 41"       |
| 5. | Ion Izagirre          | Hiszpania         | Astana-Premier Tech  | + 43"       |
| 6. | Matteo Jorgenson      | Stany Zjednoczone | Movistar Team        | + 58"       |
| 7. | Tiesj Benoot          | Belgia            | Team DSM             | + 1' 05"    |
| 8. | Lucas Hamilton        | Australia         | BikeExchange         | + 1' 09"    |
| 9. | Luis León Sánchez     | Hiszpania         | Astana-Premier Tech  | + 1' 11"    |
| 10. | Pierre Latour         | Francja           | Total Direct Énergie | + 1' 12"    |

### Etap 5
| Vienne - Bollène | płaski | (203 km) |

| \| Klasyfikacja etapu \| Klasyfikacja etapu \| Klasyfikacja etapu \| Klasyfikacja etapu \| Klasyfikacja etapu \| \| Kolarz \| Kolarz \| Państwo \| Drużyna \| Czas \| \| ------------------ \| ------------------ \| ------------------ \| ---------------------------------- \| ------------------ \| \| 1. \| Sam Bennett \| Irlandia \| Deceuninck-Quick Step \| 5h 16' 01" \| \| 2. \| Nacer Bouhanni \| Francja \| Arkéa-Samsic \| + 0" \| \| 3. \| Pascal Ackermann \| Niemcy \| Bora-Hansgrohe \| + 0" \| \| 4. \| Phil Bauhaus \| Niemcy \| Bahrain Victorious \| + 0" \| \| 5. \| Giacomo Nizzolo \| Włochy \| Qhubeka Assos \| + 0" \| \| 6. \| Alexander Kristoff \| Norwegia \| UAE Team Emirates \| + 0" \| \| 7. \| Bryan Coquard \| Francja \| B&B Hotels p/b KTM \| + 0" \| \| 8. \| Christophe Laporte \| Francja \| Cofidis \| + 0" \| \| 9. \| Rudy Barbier \| Francja \| Israel Start-Up Nation \| + 0" \| \| 10. \| Danny van Poppel \| Holandia \| Intermarché-Wanty-Gobert Matériaux \| + 0" \| |                    |          |                                    |            |
| |                    |          |                                    |            |
| Źródło: ProCyclingStats |                    |          |                                    |            |
| Klasyfikacja etapu |                    |          |                                    |            |
| Kolarz | Kolarz             | Państwo  | Drużyna                            | Czas       |
| 1. | Sam Bennett        | Irlandia | Deceuninck-Quick Step              | 5h 16' 01" |
| 2. | Nacer Bouhanni     | Francja  | Arkéa-Samsic                       | + 0"       |
| 3. | Pascal Ackermann   | Niemcy   | Bora-Hansgrohe                     | + 0"       |
| 4. | Phil Bauhaus       | Niemcy   | Bahrain Victorious                 | + 0"       |
| 5. | Giacomo Nizzolo    | Włochy   | Qhubeka Assos                      | + 0"       |
| 6. | Alexander Kristoff | Norwegia | UAE Team Emirates                  | + 0"       |
| 7. | Bryan Coquard      | Francja  | B&B Hotels p/b KTM                 | + 0"       |
| 8. | Christophe Laporte | Francja  | Cofidis                            | + 0"       |
| 9. | Rudy Barbier       | Francja  | Israel Start-Up Nation             | + 0"       |
| 10. | Danny van Poppel   | Holandia | Intermarché-Wanty-Gobert Matériaux | + 0"       |

| \| Klasyfikacja generalna \| Klasyfikacja generalna \| Klasyfikacja generalna \| Klasyfikacja generalna \| Klasyfikacja generalna \| \| Kolarz \| Kolarz \| Państwo \| Drużyna \| Czas \| \| ---------------------- \| ---------------------- \| ---------------------- \| ---------------------- \| ---------------------- \| \| 1. \| Primož Roglič \| Słowenia \| Jumbo-Visma \| 18h 42' 41" \| \| 2. \| Maximilian Schachmann \| Niemcy \| Bora-Hansgrohe \| + 31" \| \| 3. \| Brandon McNulty \| Stany Zjednoczone \| UAE Team Emirates \| + 37" \| \| 4. \| Ion Izagirre \| Hiszpania \| Astana-Premier Tech \| + 40" \| \| 5. \| Aleksandr Własow \| Rosja \| Astana-Premier Tech \| + 41" \| \| 6. \| Matteo Jorgenson \| Stany Zjednoczone \| Movistar Team \| + 58" \| \| 7. \| Tiesj Benoot \| Belgia \| Team DSM \| + 1' 04" \| \| 8. \| Lucas Hamilton \| Australia \| BikeExchange \| + 1' 08" \| \| 9. \| Luis León Sánchez \| Hiszpania \| Astana-Premier Tech \| + 1' 11" \| \| 10. \| Pierre Latour \| Francja \| Total Direct Énergie \| + 1' 12" \| |                       |                   |                      |             |
| |                       |                   |                      |             |
| Źródło: ProCyclingStats |                       |                   |                      |             |
| Klasyfikacja generalna |                       |                   |                      |             |
| Kolarz | Kolarz                | Państwo           | Drużyna              | Czas        |
| 1. | Primož Roglič         | Słowenia          | Jumbo-Visma          | 18h 42' 41" |
| 2. | Maximilian Schachmann | Niemcy            | Bora-Hansgrohe       | + 31"       |
| 3. | Brandon McNulty       | Stany Zjednoczone | UAE Team Emirates    | + 37"       |
| 4. | Ion Izagirre          | Hiszpania         | Astana-Premier Tech  | + 40"       |
| 5. | Aleksandr Własow      | Rosja             | Astana-Premier Tech  | + 41"       |
| 6. | Matteo Jorgenson      | Stany Zjednoczone | Movistar Team        | + 58"       |
| 7. | Tiesj Benoot          | Belgia            | Team DSM             | + 1' 04"    |
| 8. | Lucas Hamilton        | Australia         | BikeExchange         | + 1' 08"    |
| 9. | Luis León Sánchez     | Hiszpania         | Astana-Premier Tech  | + 1' 11"    |
| 10. | Pierre Latour         | Francja           | Total Direct Énergie | + 1' 12"    |

### Etap 6
| Brignoles - Biot | pagórkowaty | (202,5 km) |

| \| Klasyfikacja etapu \| Klasyfikacja etapu \| Klasyfikacja etapu \| Klasyfikacja etapu \| Klasyfikacja etapu \| \| Kolarz \| Kolarz \| Państwo \| Drużyna \| Czas \| \| ------------------ \| ---------------------- \| ------------------ \| ---------------------- \| ------------------ \| \| 1. \| Primož Roglič \| Słowenia \| Jumbo-Visma \| 4h 40' 22" \| \| 2. \| Christophe Laporte \| Francja \| Cofidis \| + 0" \| \| 3. \| Michael Matthews \| Australia \| BikeExchange \| + 0" \| \| 4. \| Dylan Teuns \| Belgia \| Bahrain Victorious \| + 0" \| \| 5. \| Aurélien Paret-Peintre \| Francja \| AG2R Citroën Team \| + 0" \| \| 6. \| Lucas Hamilton \| Australia \| BikeExchange \| + 0" \| \| 7. \| Bryan Coquard \| Francja \| B&B Hotels p/b KTM \| + 0" \| \| 8. \| Quentin Pacher \| Francja \| B&B Hotels p/b KTM \| + 0" \| \| 9. \| Sergio Henao \| Kolumbia \| Qhubeka Assos \| + 0" \| \| 10. \| Krists Neilands \| Łotwa \| Israel Start-Up Nation \| + 0" \| |                        |           |                        |            |
| |                        |           |                        |            |
| Źródło: ProCyclingStats |                        |           |                        |            |
| Klasyfikacja etapu |                        |           |                        |            |
| Kolarz | Kolarz                 | Państwo   | Drużyna                | Czas       |
| 1. | Primož Roglič          | Słowenia  | Jumbo-Visma            | 4h 40' 22" |
| 2. | Christophe Laporte     | Francja   | Cofidis                | + 0"       |
| 3. | Michael Matthews       | Australia | BikeExchange           | + 0"       |
| 4. | Dylan Teuns            | Belgia    | Bahrain Victorious     | + 0"       |
| 5. | Aurélien Paret-Peintre | Francja   | AG2R Citroën Team      | + 0"       |
| 6. | Lucas Hamilton         | Australia | BikeExchange           | + 0"       |
| 7. | Bryan Coquard          | Francja   | B&B Hotels p/b KTM     | + 0"       |
| 8. | Quentin Pacher         | Francja   | B&B Hotels p/b KTM     | + 0"       |
| 9. | Sergio Henao           | Kolumbia  | Qhubeka Assos          | + 0"       |
| 10. | Krists Neilands        | Łotwa     | Israel Start-Up Nation | + 0"       |

| \| Klasyfikacja generalna \| Klasyfikacja generalna \| Klasyfikacja generalna \| Klasyfikacja generalna \| Klasyfikacja generalna \| \| Kolarz \| Kolarz \| Państwo \| Drużyna \| Czas \| \| ---------------------- \| ---------------------- \| ---------------------- \| ---------------------- \| ---------------------- \| \| 1. \| Primož Roglič \| Słowenia \| Jumbo-Visma \| 23h 22' 53" \| \| 2. \| Maximilian Schachmann \| Niemcy \| Bora-Hansgrohe \| + 41" \| \| 3. \| Ion Izagirre \| Hiszpania \| Astana-Premier Tech \| + 50" \| \| 4. \| Aleksandr Własow \| Rosja \| Astana-Premier Tech \| + 51" \| \| 5. \| Matteo Jorgenson \| Stany Zjednoczone \| Movistar Team \| + 1' 08" \| \| 6. \| Tiesj Benoot \| Belgia \| Team DSM \| + 1' 14" \| \| 7. \| Lucas Hamilton \| Australia \| BikeExchange \| + 1' 16" \| \| 8. \| Luis León Sánchez \| Hiszpania \| Astana-Premier Tech \| + 1' 21" \| \| 9. \| Pierre Latour \| Francja \| Total Direct Énergie \| + 1' 21" \| \| 10. \| Aurélien Paret-Peintre \| Francja \| AG2R Citroën Team \| + 1' 23" \| |                        |                   |                      |             |
| |                        |                   |                      |             |
| Źródło: ProCyclingStats |                        |                   |                      |             |
| Klasyfikacja generalna |                        |                   |                      |             |
| Kolarz | Kolarz                 | Państwo           | Drużyna              | Czas        |
| 1. | Primož Roglič          | Słowenia          | Jumbo-Visma          | 23h 22' 53" |
| 2. | Maximilian Schachmann  | Niemcy            | Bora-Hansgrohe       | + 41"       |
| 3. | Ion Izagirre           | Hiszpania         | Astana-Premier Tech  | + 50"       |
| 4. | Aleksandr Własow       | Rosja             | Astana-Premier Tech  | + 51"       |
| 5. | Matteo Jorgenson       | Stany Zjednoczone | Movistar Team        | + 1' 08"    |
| 6. | Tiesj Benoot           | Belgia            | Team DSM             | + 1' 14"    |
| 7. | Lucas Hamilton         | Australia         | BikeExchange         | + 1' 16"    |
| 8. | Luis León Sánchez      | Hiszpania         | Astana-Premier Tech  | + 1' 21"    |
| 9. | Pierre Latour          | Francja           | Total Direct Énergie | + 1' 21"    |
| 10. | Aurélien Paret-Peintre | Francja           | AG2R Citroën Team    | + 1' 23"    |

### Etap 7
| Le Broc - Valdeblore | górski | (119,2 km) |

| \| Klasyfikacja etapu \| Klasyfikacja etapu \| Klasyfikacja etapu \| Klasyfikacja etapu \| Klasyfikacja etapu \| \| Kolarz \| Kolarz \| Państwo \| Drużyna \| Czas \| \| ------------------ \| --------------------- \| ------------------ \| ------------------- \| ------------------ \| \| 1. \| Primož Roglič \| Słowenia \| Jumbo-Visma \| 3h 09' 18" \| \| 2. \| Gino Mäder \| Szwajcaria \| Bahrain Victorious \| + 2" \| \| 3. \| Maximilian Schachmann \| Niemcy \| Bora-Hansgrohe \| + 5" \| \| 4. \| Lucas Hamilton \| Australia \| BikeExchange \| + 8" \| \| 5. \| Aleksandr Własow \| Rosja \| Astana-Premier Tech \| + 10" \| \| 6. \| Tiesj Benoot \| Belgia \| Team DSM \| + 10" \| \| 7. \| Guillaume Martin \| Francja \| Cofidis \| + 15" \| \| 8. \| Ion Izagirre \| Hiszpania \| Astana-Premier Tech \| + 15" \| \| 9. \| Harm Vanhoucke \| Belgia \| Lotto-Soudal \| + 22" \| \| 10. \| Jai Hindley \| Australia \| Team DSM \| + 27" \| |                       |            |                     |            |
| |                       |            |                     |            |
| Źródło: ProCyclingStats |                       |            |                     |            |
| Klasyfikacja etapu |                       |            |                     |            |
| Kolarz | Kolarz                | Państwo    | Drużyna             | Czas       |
| 1. | Primož Roglič         | Słowenia   | Jumbo-Visma         | 3h 09' 18" |
| 2. | Gino Mäder            | Szwajcaria | Bahrain Victorious  | + 2"       |
| 3. | Maximilian Schachmann | Niemcy     | Bora-Hansgrohe      | + 5"       |
| 4. | Lucas Hamilton        | Australia  | BikeExchange        | + 8"       |
| 5. | Aleksandr Własow      | Rosja      | Astana-Premier Tech | + 10"      |
| 6. | Tiesj Benoot          | Belgia     | Team DSM            | + 10"      |
| 7. | Guillaume Martin      | Francja    | Cofidis             | + 15"      |
| 8. | Ion Izagirre          | Hiszpania  | Astana-Premier Tech | + 15"      |
| 9. | Harm Vanhoucke        | Belgia     | Lotto-Soudal        | + 22"      |
| 10. | Jai Hindley           | Australia  | Team DSM            | + 27"      |

| \| Klasyfikacja generalna \| Klasyfikacja generalna \| Klasyfikacja generalna \| Klasyfikacja generalna \| Klasyfikacja generalna \| \| Kolarz \| Kolarz \| Państwo \| Drużyna \| Czas \| \| ---------------------- \| ---------------------- \| ---------------------- \| ---------------------- \| ---------------------- \| \| 1. \| Primož Roglič \| Słowenia \| Jumbo-Visma \| 26h 32' 01" \| \| 2. \| Maximilian Schachmann \| Niemcy \| Bora-Hansgrohe \| + 52" \| \| 3. \| Aleksandr Własow \| Rosja \| Astana-Premier Tech \| + 1' 11" \| \| 4. \| Ion Izagirre \| Hiszpania \| Astana-Premier Tech \| + 1' 15" \| \| 5. \| Tiesj Benoot \| Belgia \| Team DSM \| + 1' 34" \| \| 6. \| Lucas Hamilton \| Australia \| BikeExchange \| + 1' 34" \| \| 7. \| Guillaume Martin \| Francja \| Cofidis \| + 2' 06" \| \| 8. \| Steven Kruijswijk \| Holandia \| Jumbo-Visma \| + 2' 07" \| \| 9. \| Jack Haig \| Australia \| Bahrain Victorious \| + 2' 10" \| \| 10. \| Matteo Jorgenson \| Stany Zjednoczone \| Movistar Team \| + 2' 21" \| |                       |                   |                     |             |
| |                       |                   |                     |             |
| Źródło: ProCyclingStats |                       |                   |                     |             |
| Klasyfikacja generalna |                       |                   |                     |             |
| Kolarz | Kolarz                | Państwo           | Drużyna             | Czas        |
| 1. | Primož Roglič         | Słowenia          | Jumbo-Visma         | 26h 32' 01" |
| 2. | Maximilian Schachmann | Niemcy            | Bora-Hansgrohe      | + 52"       |
| 3. | Aleksandr Własow      | Rosja             | Astana-Premier Tech | + 1' 11"    |
| 4. | Ion Izagirre          | Hiszpania         | Astana-Premier Tech | + 1' 15"    |
| 5. | Tiesj Benoot          | Belgia            | Team DSM            | + 1' 34"    |
| 6. | Lucas Hamilton        | Australia         | BikeExchange        | + 1' 34"    |
| 7. | Guillaume Martin      | Francja           | Cofidis             | + 2' 06"    |
| 8. | Steven Kruijswijk     | Holandia          | Jumbo-Visma         | + 2' 07"    |
| 9. | Jack Haig             | Australia         | Bahrain Victorious  | + 2' 10"    |
| 10. | Matteo Jorgenson      | Stany Zjednoczone | Movistar Team       | + 2' 21"    |

### Etap 8
| Plan-du-Var - Levens | pagórkowaty | (93,1 km) |

| \| Klasyfikacja etapu \| Klasyfikacja etapu \| Klasyfikacja etapu \| Klasyfikacja etapu \| Klasyfikacja etapu \| \| Kolarz \| Kolarz \| Państwo \| Drużyna \| Czas \| \| ------------------ \| --------------------- \| ------------------ \| --------------------- \| ------------------ \| \| 1. \| Magnus Cort Nielsen \| Dania \| EF Education-Nippo \| 2h 16' 58" \| \| 2. \| Christophe Laporte \| Francja \| Cofidis \| + 0" \| \| 3. \| Pierre Latour \| Francja \| Total Direct Énergie \| + 0" \| \| 4. \| Dylan Teuns \| Belgia \| Bahrain Victorious \| + 0" \| \| 5. \| Warren Barguil \| Francja \| Arkéa-Samsic \| + 0" \| \| 6. \| Dylan van Baarle \| Holandia \| Ineos Grenadiers \| + 0" \| \| 7. \| Ion Izagirre \| Hiszpania \| Astana-Premier Tech \| + 0" \| \| 8. \| Matteo Jorgenson \| Stany Zjednoczone \| Movistar Team \| + 0" \| \| 9. \| Yves Lampaert \| Belgia \| Deceuninck-Quick Step \| + 0" \| \| 10. \| Maximilian Schachmann \| Niemcy \| Bora-Hansgrohe \| + 0" \| |                       |                   |                       |            |
| |                       |                   |                       |            |
| Źródło: ProCyclingStats |                       |                   |                       |            |
| Klasyfikacja etapu |                       |                   |                       |            |
| Kolarz | Kolarz                | Państwo           | Drużyna               | Czas       |
| 1. | Magnus Cort Nielsen   | Dania             | EF Education-Nippo    | 2h 16' 58" |
| 2. | Christophe Laporte    | Francja           | Cofidis               | + 0"       |
| 3. | Pierre Latour         | Francja           | Total Direct Énergie  | + 0"       |
| 4. | Dylan Teuns           | Belgia            | Bahrain Victorious    | + 0"       |
| 5. | Warren Barguil        | Francja           | Arkéa-Samsic          | + 0"       |
| 6. | Dylan van Baarle      | Holandia          | Ineos Grenadiers      | + 0"       |
| 7. | Ion Izagirre          | Hiszpania         | Astana-Premier Tech   | + 0"       |
| 8. | Matteo Jorgenson      | Stany Zjednoczone | Movistar Team         | + 0"       |
| 9. | Yves Lampaert         | Belgia            | Deceuninck-Quick Step | + 0"       |
| 10. | Maximilian Schachmann | Niemcy            | Bora-Hansgrohe        | + 0"       |

## Klasyfikacje końcowe

### Klasyfikacja generalna
| \| Klasyfikacja generalna \| Klasyfikacja generalna \| Klasyfikacja generalna \| Klasyfikacja generalna \| Klasyfikacja generalna \| \| Kolarz \| Kolarz \| Państwo \| Drużyna \| Czas \| \| ---------------------- \| ---------------------- \| ---------------------- \| ---------------------- \| ---------------------- \| \| 1. \| Maximilian Schachmann \| Niemcy \| Bora-Hansgrohe \| 28h 49' 51" \| \| 2. \| Aleksandr Własow \| Rosja \| Astana-Premier Tech \| + 19" \| \| 3. \| Ion Izagirre \| Hiszpania \| Astana-Premier Tech \| + 23" \| \| 4. \| Lucas Hamilton \| Australia \| BikeExchange \| + 41" \| \| 5. \| Tiesj Benoot \| Belgia \| Team DSM \| + 42" \| \| 6. \| Guillaume Martin \| Francja \| Cofidis \| + 1' 14" \| \| 7. \| Jack Haig \| Australia \| Bahrain Victorious \| + 1' 18" \| \| 8. \| Matteo Jorgenson \| Stany Zjednoczone \| Movistar Team \| + 1' 29" \| \| 9. \| Aurélien Paret-Peintre \| Francja \| AG2R Citroën Team \| + 1' 31" \| \| 10. \| Gino Mäder \| Szwajcaria \| Bahrain Victorious \| + 1' 32" \| |                        |                   |                     |             |
| |                        |                   |                     |             |
| Źródło: ProCyclingStats |                        |                   |                     |             |
| Klasyfikacja generalna |                        |                   |                     |             |
| Kolarz | Kolarz                 | Państwo           | Drużyna             | Czas        |
| 1. | Maximilian Schachmann  | Niemcy            | Bora-Hansgrohe      | 28h 49' 51" |
| 2. | Aleksandr Własow       | Rosja             | Astana-Premier Tech | + 19"       |
| 3. | Ion Izagirre           | Hiszpania         | Astana-Premier Tech | + 23"       |
| 4. | Lucas Hamilton         | Australia         | BikeExchange        | + 41"       |
| 5. | Tiesj Benoot           | Belgia            | Team DSM            | + 42"       |
| 6. | Guillaume Martin       | Francja           | Cofidis             | + 1' 14"    |
| 7. | Jack Haig              | Australia         | Bahrain Victorious  | + 1' 18"    |
| 8. | Matteo Jorgenson       | Stany Zjednoczone | Movistar Team       | + 1' 29"    |
| 9. | Aurélien Paret-Peintre | Francja           | AG2R Citroën Team   | + 1' 31"    |
| 10. | Gino Mäder             | Szwajcaria        | Bahrain Victorious  | + 1' 32"    |

| Klasyfikacja punktowa | Klasyfikacja punktowa | Klasyfikacja punktowa | Klasyfikacja punktowa | Klasyfikacja punktowa |
| Kolarz                | Kolarz                | Państwo               | Drużyna               | Punkty                |
| --------------------- | --------------------- | --------------------- | --------------------- | --------------------- |
| 1.                    | Primož Roglič         | Słowenia              | Jumbo-Visma           | 57 pkt                |
| 2.                    | Sam Bennett           | Irlandia              | Deceuninck-Quick Step | 39 pkt                |
| 3.                    | Christophe Laporte    | Francja               | Cofidis               | 34 pkt                |
| 4.                    | Michael Matthews      | Australia             | BikeExchange          | 28 pkt                |
| 5.                    | Maximilian Schachmann | Niemcy                | Bora-Hansgrohe        | 26 pkt                |
| 6.                    | Lucas Hamilton        | Australia             | BikeExchange          | 21 pkt                |
| 7.                    | Bryan Coquard         | Francja               | B&B Hotels p/b KTM    | 21 pkt                |
| 8.                    | Mads Pedersen         | Dania                 | Trek-Segafredo        | 21 pkt                |
| 9.                    | Magnus Cort Nielsen   | Dania                 | EF Education-Nippo    | 15 pkt                |
| 10.                   | Stefan Bissegger      | Szwajcaria            | EF Education-Nippo    | 15 pkt                |

| Klasyfikacja punktowa | Klasyfikacja punktowa | Klasyfikacja punktowa | Klasyfikacja punktowa | Klasyfikacja punktowa |
| Kolarz                | Kolarz                | Państwo               | Drużyna               | Punkty                |
| --------------------- | --------------------- | --------------------- | --------------------- | --------------------- |
| 1.                    | Primož Roglič         | Słowenia              | Jumbo-Visma           | 57 pkt                |
| 2.                    | Sam Bennett           | Irlandia              | Deceuninck-Quick Step | 39 pkt                |
| 3.                    | Christophe Laporte    | Francja               | Cofidis               | 34 pkt                |
| 4.                    | Michael Matthews      | Australia             | BikeExchange          | 28 pkt                |
| 5.                    | Maximilian Schachmann | Niemcy                | Bora-Hansgrohe        | 26 pkt                |
| 6.                    | Lucas Hamilton        | Australia             | BikeExchange          | 21 pkt                |
| 7.                    | Bryan Coquard         | Francja               | B&B Hotels p/b KTM    | 21 pkt                |
| 8.                    | Mads Pedersen         | Dania                 | Trek-Segafredo        | 21 pkt                |
| 9.                    | Magnus Cort Nielsen   | Dania                 | EF Education-Nippo    | 15 pkt                |
| 10.                   | Stefan Bissegger      | Szwajcaria            | EF Education-Nippo    | 15 pkt                |

| Klasyfikacja górska | Klasyfikacja górska   | Klasyfikacja górska | Klasyfikacja górska  | Klasyfikacja górska |
| Kolarz              | Kolarz                | Państwo             | Drużyna              | Punkty              |
| ------------------- | --------------------- | ------------------- | -------------------- | ------------------- |
| 1.                  | Anthony Perez         | Francja             | Cofidis              | 67 pkt              |
| 2.                  | Julien Bernard        | Francja             | Trek-Segafredo       | 26 pkt              |
| 3.                  | Primož Roglič         | Słowenia            | Jumbo-Visma          | 20 pkt              |
| 4.                  | Fabien Doubey         | Francja             | Total Direct Énergie | 20 pkt              |
| 5.                  | Kenny Elissonde       | Francja             | Trek-Segafredo       | 15 pkt              |
| 6.                  | Maximilian Schachmann | Niemcy              | Bora-Hansgrohe       | 14 pkt              |
| 7.                  | Oliver Naesen         | Belgia              | AG2R Citroën Team    | 7 pkt               |
| 8.                  | Victor Campenaerts    | Belgia              | Qhubeka Assos        | 6 pkt               |
| 9.                  | Dylan van Baarle      | Holandia            | Ineos Grenadiers     | 5 pkt               |
| 10.                 | Warren Barguil        | Francja             | Arkéa-Samsic         | 5 pkt               |

| Klasyfikacja górska | Klasyfikacja górska   | Klasyfikacja górska | Klasyfikacja górska  | Klasyfikacja górska |
| Kolarz              | Kolarz                | Państwo             | Drużyna              | Punkty              |
| ------------------- | --------------------- | ------------------- | -------------------- | ------------------- |
| 1.                  | Anthony Perez         | Francja             | Cofidis              | 67 pkt              |
| 2.                  | Julien Bernard        | Francja             | Trek-Segafredo       | 26 pkt              |
| 3.                  | Primož Roglič         | Słowenia            | Jumbo-Visma          | 20 pkt              |
| 4.                  | Fabien Doubey         | Francja             | Total Direct Énergie | 20 pkt              |
| 5.                  | Kenny Elissonde       | Francja             | Trek-Segafredo       | 15 pkt              |
| 6.                  | Maximilian Schachmann | Niemcy              | Bora-Hansgrohe       | 14 pkt              |
| 7.                  | Oliver Naesen         | Belgia              | AG2R Citroën Team    | 7 pkt               |
| 8.                  | Victor Campenaerts    | Belgia              | Qhubeka Assos        | 6 pkt               |
| 9.                  | Dylan van Baarle      | Holandia            | Ineos Grenadiers     | 5 pkt               |
| 10.                 | Warren Barguil        | Francja             | Arkéa-Samsic         | 5 pkt               |

| Klasyfikacja młodzieżowa | Klasyfikacja młodzieżowa | Klasyfikacja młodzieżowa | Klasyfikacja młodzieżowa | Klasyfikacja młodzieżowa |
| Kolarz                   | Kolarz                   | Państwo                  | Drużyna                  | Czas                     |
| ------------------------ | ------------------------ | ------------------------ | ------------------------ | ------------------------ |
| 1.                       | Aleksandr Własow         | Rosja                    | Astana-Premier Tech      | 28h 50' 10"              |
| 2.                       | Lucas Hamilton           | Australia                | BikeExchange             | + 22"                    |
| 3.                       | Matteo Jorgenson         | Stany Zjednoczone        | Movistar Team            | + 1' 10"                 |
| 4.                       | Aurélien Paret-Peintre   | Francja                  | AG2R Citroën Team        | + 1' 12"                 |
| 5.                       | Gino Mäder               | Szwajcaria               | Bahrain Victorious       | + 1' 13"                 |
| 6.                       | Harm Vanhoucke           | Belgia                   | Lotto-Soudal             | + 1' 22"                 |
| 7.                       | Jai Hindley              | Australia                | Team DSM                 | + 2' 17"                 |
| 8.                       | Neilson Powless          | Stany Zjednoczone        | EF Education-Nippo       | + 5' 18"                 |
| 9.                       | Dorian Godon             | Francja                  | AG2R Citroën Team        | + 20' 38"                |
| 10.                      | Matteo Sobrero           | Włochy                   | Astana-Premier Tech      | + 23' 56"                |

| Klasyfikacja młodzieżowa | Klasyfikacja młodzieżowa | Klasyfikacja młodzieżowa | Klasyfikacja młodzieżowa | Klasyfikacja młodzieżowa |
| Kolarz                   | Kolarz                   | Państwo                  | Drużyna                  | Czas                     |
| ------------------------ | ------------------------ | ------------------------ | ------------------------ | ------------------------ |
| 1.                       | Aleksandr Własow         | Rosja                    | Astana-Premier Tech      | 28h 50' 10"              |
| 2.                       | Lucas Hamilton           | Australia                | BikeExchange             | + 22"                    |
| 3.                       | Matteo Jorgenson         | Stany Zjednoczone        | Movistar Team            | + 1' 10"                 |
| 4.                       | Aurélien Paret-Peintre   | Francja                  | AG2R Citroën Team        | + 1' 12"                 |
| 5.                       | Gino Mäder               | Szwajcaria               | Bahrain Victorious       | + 1' 13"                 |
| 6.                       | Harm Vanhoucke           | Belgia                   | Lotto-Soudal             | + 1' 22"                 |
| 7.                       | Jai Hindley              | Australia                | Team DSM                 | + 2' 17"                 |
| 8.                       | Neilson Powless          | Stany Zjednoczone        | EF Education-Nippo       | + 5' 18"                 |
| 9.                       | Dorian Godon             | Francja                  | AG2R Citroën Team        | + 20' 38"                |
| 10.                      | Matteo Sobrero           | Włochy                   | Astana-Premier Tech      | + 23' 56"                |

| Klasyfikacja drużynowa | Klasyfikacja drużynowa | Klasyfikacja drużynowa | Klasyfikacja drużynowa |
| Drużyna                | Drużyna                | Państwo                | Czas                   |
| ---------------------- | ---------------------- | ---------------------- | ---------------------- |
| 1.                     | Astana-Premier Tech    | Kazachstan             | 86h 32' 39"            |
| 2.                     | Bahrain Victorious     | Bahrajn                | + 3' 02"               |
| 3.                     | AG2R Citroën Team      | Francja                | + 7' 12"               |
| 4.                     | Cofidis                | Francja                | + 21' 37"              |
| 5.                     | Jumbo-Visma            | Holandia               | + 23' 54"              |
| 6.                     | Movistar Team          | Hiszpania              | + 26' 12"              |
| 7.                     | Qhubeka Assos          | Południowa Afryka      | + 29' 53"              |
| 8.                     | Trek-Segafredo         | Stany Zjednoczone      | + 41' 37"              |
| 9.                     | Team DSM               | Niemcy                 | + 42' 15"              |
| 10.                    | Ineos Grenadiers       | Wielka Brytania        | + 42' 38"              |

| Klasyfikacja drużynowa | Klasyfikacja drużynowa | Klasyfikacja drużynowa | Klasyfikacja drużynowa |
| Drużyna                | Drużyna                | Państwo                | Czas                   |
| ---------------------- | ---------------------- | ---------------------- | ---------------------- |
| 1.                     | Astana-Premier Tech    | Kazachstan             | 86h 32' 39"            |
| 2.                     | Bahrain Victorious     | Bahrajn                | + 3' 02"               |
| 3.                     | AG2R Citroën Team      | Francja                | + 7' 12"               |
| 4.                     | Cofidis                | Francja                | + 21' 37"              |
| 5.                     | Jumbo-Visma            | Holandia               | + 23' 54"              |
| 6.                     | Movistar Team          | Hiszpania              | + 26' 12"              |
| 7.                     | Qhubeka Assos          | Południowa Afryka      | + 29' 53"              |
| 8.                     | Trek-Segafredo         | Stany Zjednoczone      | + 41' 37"              |
| 9.                     | Team DSM               | Niemcy                 | + 42' 15"              |
| 10.                    | Ineos Grenadiers       | Wielka Brytania        | + 42' 38"              |

### Liderzy klasyfikacji
| Etap   |                            | Pierwsze miejsce _  | Klasyfikacja generalna | Punktowa      | Górska        | Młodzieżowa        | Drużynowa              |
| ------ | -------------------------- | ------------------- | ---------------------- | ------------- | ------------- | ------------------ | ---------------------- |
| 1      | pagórkowaty                | Sam Bennett         | Sam Bennett            | Sam Bennett   | Fabien Doubey | Jasper Philipsen   | Israel Start-Up Nation |
| 2      | płaski                     | Cees Bol            | Michael Matthews       | Sam Bennett   | Fabien Doubey | Florian Vermeersch | Israel Start-Up Nation |
| 3      | jazda indywidualna na czas | Stefan Bissegger    | Stefan Bissegger       | Sam Bennett   | Fabien Doubey | Stefan Bissegger   | Deceuninck-Quick Step  |
| 4      | pagórkowaty                | Primož Roglič       | Primož Roglič          | Primož Roglič | Anthony Perez | Brandon McNulty    | Astana-Premier Tech    |
| 5      | płaski                     | Sam Bennett         | Primož Roglič          | Sam Bennett   | Anthony Perez | Brandon McNulty    | Astana-Premier Tech    |
| 6      | pagórkowaty                | Primož Roglič       | Primož Roglič          | Primož Roglič | Anthony Perez | Aleksandr Własow   | Astana-Premier Tech    |
| 7      | górski                     | Primož Roglič       | Primož Roglič          | Primož Roglič | Anthony Perez | Aleksandr Własow   | Astana-Premier Tech    |
| 8      | pagórkowaty                | Magnus Cort Nielsen | Maximilian Schachmann  | Primož Roglič | Anthony Perez | Aleksandr Własow   | Astana-Premier Tech    |
| Koniec | Koniec                     |                     | Maximilian Schachmann  | Primož Roglič | Anthony Perez | Aleksandr Własow   | Astana-Premier Tech    |